# Modelia granosa
Modelia granosa es una especie de molusco gasterópodo de la familia Turbinidae.

## Distribución geográfica
Se encuentra  en Nueva Zelanda.